# Veler hidroala

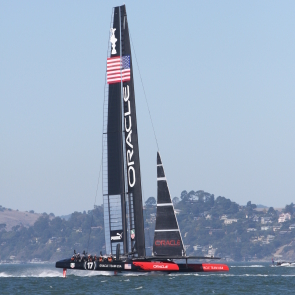
Catamarà hidroala.

Un iot hidroala o veler hidroala és una embarcació de vela amb altes prestacions de velocitat amb hidroales adossades al buc. A mesura que augmenta la velocitat la força de sustentació de l'hidroala augmenta i el vaixell, confiant-hi, aixeca el buc per sobre de l'aigua, com a conseqüència d'aquest fet l'arrossegament baixa bruscament i la velocitat augmenta, podent arribar a ser fins a 4 vegades la velocitat del vent. A partir de 2022, va quedar demostrat que aquest és el tipus més ràpid d'embarcació de vela. 
Hi ha velers hidroala monobuc i multibuc, aquests últims solen ser catamarans i trimarans, que tenen una major estabilitat.

## Configuracions típiques
Els velers multibuc poden utilitzar fins a tres hidroales: les dues principals davanteres aixequen l'embarcació per sobre de l'aigua, i la tercera, la de popa, regula la velocitat i la sustentació. Els catamarans només solen tenir una hidroala principal, situada prop del centre de gravetat.
Les embarcacions monobuc poden utilitzar un disseny d'hidroala tipus "escala" amb hidroales situades en un angle de 50°. Un dels primers dissenys d'aquest tipus es va utilitzar al iot de vela "Monitor" el 1957, iot que té com característica una màxima àrea de sustentació a baixes velocitats i una àrea més petita a altes velocitats.

## Classes de velers hidroala

### Catamarans
Els velers hidroala s'utilitzen a l'America's Cup des de 2013.

#### Ac75
L'AC75 (classe America's Cup 75) és una classe de veler de 75 peus, que ca començar a regir la construcció dels iots utilitzats a l'America's Cup 2021. Ès un iot hidroala monobuc amb hidroales tipus T amb llast separat muntat en tambors longitudinals a la part superior de babord i estribord, amb un timó d'ala en T de la línia de cossia i sense quilla. Es van predir velocitats de 50 nusos basant-se en simulacions per ordinador i, de fet, han estat superades a la Copa Prada per l'America Magic el gener de 2021.

#### Nacra 17
La classe Nacra 17 va participar als Jocs Olímpics de 2016, però només va poder utilitzar l'efecte hidroala en circumstàncies favorables. A partir dels campionats de 2017, les hidroales es van començar a utilitzar plenament. Els iots van competir als Jocs Olímpics de Tòquio de 2021.

#### Nacra 20
Una variant de la classe Nacra amb hidroales de fibra de carboni.

### Trimarans

#### WindRider Rave
La presentació d'aquesta classe d'embarcacions va tenir lloc l'any 1998 en el WindRider LLC. Dissenyada per a dues persones, l'embarcació és capaç d'elevar-se per sobre de l'aigua amb vents de només 12-13 nusos (6-7 m/s).

### Surf de vela
S'han desenvolupat algunes variants
- IQFoil: La classe de windsurfista IQFoil seleccionada per World Sailing per ser utilitzada als Jocs Olímpics d'estiu a partir del 2024.[5]Trimarà L'hydroptère (França).

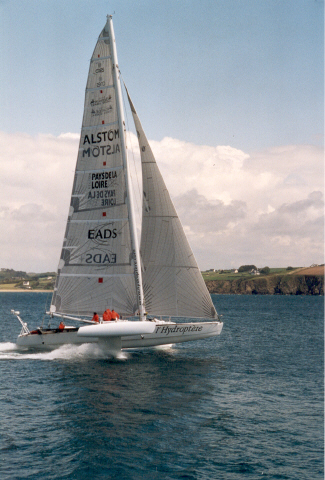
Trimarà L'hydroptère (França).

- Wing foiling: esport aquàtic impulsat pel vent que es va desenvolupar a partir del kitesurf, el windsurf i el surf.[6][7]

## Desenvolupaments experimentals
- Durant la dècada de 1970, David Keiper va navegar 20.000 milles en el seu trimarà hidroala, Williwaw, per tot el Pacífic Sud.[8] La història està explicada al llibre Hydrofoil Voyager.[9]
- L'embarcació francesa Hydroptère va establir diversos rècords de velocitat. Aquesta embarcació va assolir una velocitat de 47,6 nusos el 2008.[10] I el 4 de setembre de 2009 va mantenir una velocitat de 51,36 nusos durant 500 metres.[11]
- El 18 de novembre de 2012, el rècord de velocitat va ser establert per un iot hidroala, el Vestas Sailrocket especialment construït amb una orsa de supercavitació, i el 24 de novembre el va tornar a batre amb una velocitat de 65,45 nusos. Aquest és el rècord de velocitat dels embarcacions de vela a data de 2022.
- A mitjans dels anys 60 a l'URSS a Gorki a l'Oficina Central de Disseny d'Alekseev, es va construir el primer iot hidroala soviètic "Andròmeda".[12]